# 박사 수료자
박사 수료자는 일반적으로, 박사 과정을 상당 부분 이수했으나 각종 사유에 의해 최종 학위 논문을 제출하지 않은 사람을 일컫는 말이다. 박사 후보생(Ph.D. Candidate)으로도 볼 수 있으나 학교마다 박사과정 연한과 논문작성 연한이 있다. 논문작성 연한이 남은 이들이 박사 후보생에 해당된다. 